# Wenn die Deiche brechen (Fernsehserie)
Wenn die Deiche brechen (niederländisch Als de dijken breken) ist eine niederländische und belgische Dramaserie, die 2016 in den Niederlanden ausgestrahlt wurde und 2019 im NDR.

## Handlung
Die Serie spielt in den Niederlanden (Randstad) und in Belgien (Westflandern), wo eine gigantische Sturmflut auftritt. Die Niederlande und Teile Belgiens werden durch den Sturm vollkommen überschwemmt, da die Deiche gebrochen sind. Die Serie folgt fünf Personen durch die Katastrophe und hat somit fünf Handlungsträger. Der erste folgt dem niederländischen Ministerpräsidenten Hans Kreuger, der den Frieden im Land wahren muss, aber gleichzeitig seine eigene Familie in Sicherheit bringen will. Die zweite Handlung folgt der der Familie Wienesse. Robert und Marion haben eine Ehekrise, sind aber durch die Katastrophe gezwungen, zusammenzukommen und um für ihre Töchter zu sorgen. Der dritte und vierte folgen der flämischen Familie Van Daele. Pater Ronnie befindet sich in einem niederländischen Gefängnis, das von den Überschwemmungen eingeholt wird. Mutter Sonja versucht ihre Kinder in Ostende vor dem Wasser zu schützen. Schließlich folgt die Serie dem depressiven Witwer und Geiger David Stein, dessen Leben nach der Pensionierung erstrahlt, als das Mädchen Kimmy bei ihm Zuflucht sucht.

## Besetzung

### Hauptrollen
| Darsteller               | Charakter        | Bemerkungen                           |
| ------------------------ | ---------------- | ------------------------------------- |
| Gijs Scholten van Aschat | Hans Kreuger     | Premierminister der Niederlande       |
| Janni Goslinga           | Janneke Kreuger  | Ehefrau von Ministerpräsident Kreuger |
| Simone Milsdochter       | Sasja Wolbers    | Minister und Vizepremier              |
| Serin Utlu               | Kayvan Amiri     |                                       |
| Tom Van Dyck             | André Verbeke    | Belgischer Premierminister            |
| Loek Peters              | Robert Wienesse  |                                       |
| Susan Visser             | Marion Wienesse  |                                       |
| Roos Dickmann            | Naomi Wienesse   | Tochter von Robert und Marion         |
| Marie-Mae van Zuilen     | Britt Wienesse   | Tochter von Robert und Marion         |
| Daisy Van Praet          | Sonja Van Daele  |                                       |
| Thomas Ryckewaert        | Ronnie Van Daele |                                       |
| Tom Audenaert            | Manu De Ruwe     | Freund von Sonja                      |
| Ingrid De Vos            | Bomma            | Mutter von Sonja                      |
| Joppe Degrijse           | Kevin Van Daele  | Sohn von Ronnie und Sonja             |
| Lene Lanckriet           | Femke Van Daele  | Tochter von Ronnie und Sonja          |
| Sadettin Kirmiziyüz      | Samir Sentûrk    | Gefängniswärter                       |
| Aart Staartjes           | David Stein      | Ehemaliger Geiger                     |
| Jamelia Sanda Nana       | Kimmy Asmara     |                                       |

### Nebenrollen
| Darsteller       | Charakter               | Bemerkungen       |
| ---------------- | ----------------------- | ----------------- |
| Hubert Fermin    | Jos IJzinga             |                   |
| Jasper Boeke     | Olivier van de Wetering |                   |
| Frank Lammers    | Willem Wienesse         | Bruder von Robert |
| Bianca Krijgsman | Madelief Wienesse       | Willems Frau      |
| Kees Boot        | Sandy / Stanley         | Häftling          |

## Ausstrahlung
Die Serie wurde vom 5. November 2016 bis zum 10. Dezember 2016 in den Niederlanden ausgestrahlt. Durchschnittlich hatte die Sendung rund 23 % Marktanteil. In Belgien lief die Sendung vom 28. November 2016 bis zum 2. Januar 2017. Sie hatte durchschnittlich 41 % Marktanteil dort. In Deutschland hatte die Sendung ihre Erstausstrahlung am 3. September 2019. Sie lief bis zum 5. September 2019.